# ترافيس الكسندر
ترافيس الكسندر (بالإنجليزية: Travis)‏ هو بائع ‏ ومتحدث تحفيزي أمريكي، ولد في 28 يوليو 1977 في ريفرسايد في الولايات المتحدة، وتوفي في 4 يونيو 2008 في ميسا في الولايات المتحدة بسبب إصابة بعيار ناري وطعن.